# The Best of the Proclaimers 1987-2002
The Best of The Proclaimers är ett album från 2002 av den skotska gruppen the Proclaimers. Det återutgavs 2007.

## Låtlista
1. Letter from America
2. There's a Touch
3. Let's Get Married
4. I'm Gonna Be (500 Miles)
5. The Doodle Song
6. I'm on My Way
7. King of the Road
8. Ghost of Love
9. Throw the R Away
10. What Makes You Cry?
11. Sunshine On Leith
12. When You're in Love
13. Cap in Hand
14. I Want To Be A Christian
15. Act of Remembrance
16. Lady Luck
17. Make MY Heart Fly
18. The Light
19. The Joyful Kilmarnock Blues
20. Oh Jean